# The Games Factory
The Games Factory (afkorting TGF) is een programma om simpele 2D-games en applicaties te maken. Het programma is ontwikkeld door Clickteam. Mensen die games of applicaties maken met TGF of MMF worden Clickers of Klikers genoemd (Klikers komt van het eerste programma dat Klik & Play heette). The Games Factory is bedoeld voor mensen die niet kunnen programmeren of scripten. 
TGF bestaat uit 4 onderdelen:
- De Storyboard Editor. Het beginscherm van TGF. Hier kunnen levels worden aangemaakt en van hier uit kan de Event/Frame editor worden geopend.
- De Frame editor. Dit is de level editor. Hier kunnen graphics samengevoegd om een level te maken.
- De Event Editor. Voor het aanmaken van gebeurtenissen, bijvoorbeeld: Als de gebruiker op rechts drukt: Zet de X positie van het poppetje 1 meer naar rechts. De event editor gebruikt ook een Expression Evaluator, waarmee men makkelijk berekeningen kan maken (en de waarden van andere objecten kan krijgen, zoals de positie).
- De Afbeeldingen editor. Voor het aanmaken van graphics, achtergronden en afbeeldingen voor het spel.

Alle onderdelen van TGF zijn onmisbaar voor het maken van een game of applicatie.

## Geschiedenis en toekomst
TGF kwam uit in 1996 en tot aan vandaag zijn er nog mensen die TGF gebruiken, terwijl er al een veel nieuwer programma is uitgebracht van dezelfde makers:
- Multimedia Fusion (of MMF). Deze bestaat al sinds 1999 en wordt nog steeds geüpdatet.
- De voorloper van TGF is Klik & Play (1994). Deze kon echter heel weinig.